# Waffenöl

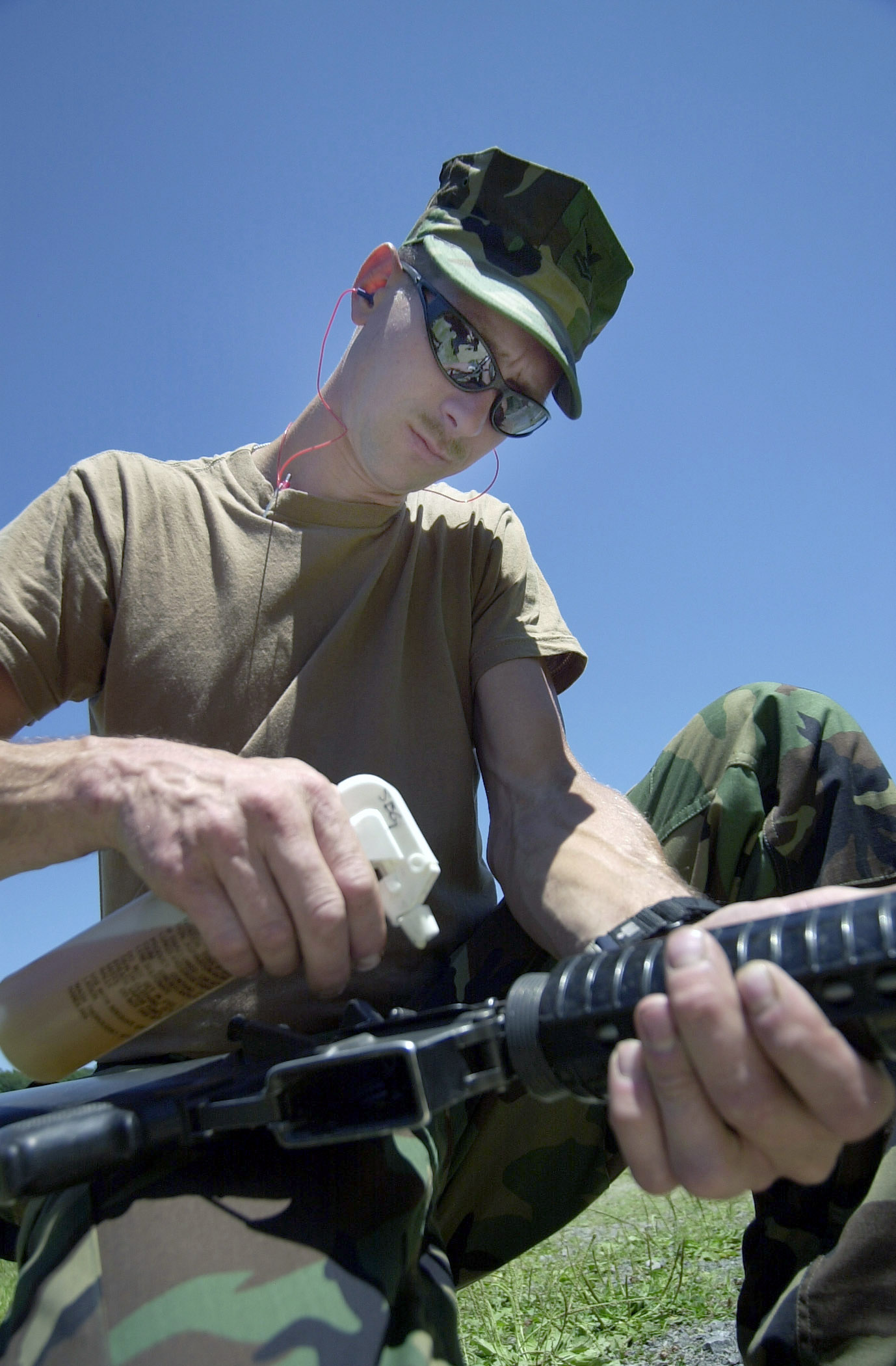
GI besprüht sein M16 mit Waffenöl

Waffenöle sind Öle, die der Pflege und Instandhaltung von Waffen dienen. Sie sind hauptsächlich für die Anwendung bei Feuerwaffen vorgesehen, aber auch für andere Arten von Waffen, wie Klingenwaffen, geeignet. Bei Pflege und Instandhaltung von Waffen genannter Art werden unten angeführte Forderungen gestellt.

## Anforderungen
Die geforderten Eigenschaften von Waffenölen orientieren sich an den Wünschen der Waffenanwender im Zusammenhang mit dem Einsatz und dem Erhalt der Waffen:
1. Schmierung von beweglichen Teilen zur Verhütung von Verschleiß
2. Korrosionsschutz von Teilen, die auf Grund ihrer Eigenschaften durch Korrosion geschädigt werden können.
3. Reinigung von Verschmutzung aller Art und insbesondere von Verbrennungsrückständen des Treibladungspulvers und Abschmierungen von Geschossen sowie Rost
4. keine Oxidation, keine Verharzung, keine Eindickung oder chemische Veränderung des Waffenöles
5. keine nachteilige Wirkung auf Holz, Kunststoffe, Lacke oder sonstige Beschichtungen an Waffen und
6. nicht gesundheitsschädlich bei vorgesehener Verwendung.

Bisher ist es nicht gelungen, alle geforderten Eigenschaften in einer einzigen Rezeptur optimal zu vereinen: Hervorragende Schmiermittel haben oft einen ungenügenden Korrosionsschutz und schlechte Reinigungseigenschaften, während gute Reiniger meist keinen Korrosionsschutz und keine Schmierwirkung zeigen; gute Korrosionsschutzöle sind nicht unbedingt gute Reiniger oder Schmiermittel. Die bisherige Unvereinbarkeit aller Eigenschaften führt dazu, dass die Schwerpunkte der Wirkung von den Herstellern unterschiedlich gesetzt werden.
Insbesondere beim Militär als einem Hauptanwender von Waffenölen besteht Bedarf an einem Öl, welches möglichst alle geforderten Eigenschaften auf sich vereinigt, um eine schnelle und verwechslungssichere Anwendung zu gewährleisten. Im militärischen Bereich besteht zudem das Problem der Logistik sowie die Verwendbarkeit in verschiedenen, auch extremen Klimazonen. Besonders extreme Kälte in subpolaren und polaren Regionen sowie Sand und Staub in Wüsten stellen hohe Anforderungen, zu deren Erfüllung das Forschungsinstitut Army Tank-Automotive and Armaments Command (TACOM) der US Army Feststoff-basierte Schmiermittel erprobt.

## Normierung
Für die Waffenöle, die bei den Streitkräften der USA Verwendung finden, wird die Spezifikation MIL-L-63460 eingesetzt. Sie schreibt genaue Prüfungsmodalitäten vor, um so die Forderungen nach guter Schmierung, gutem Korrosionsschutz und guter Reinigungswirkung vor dem Hintergrund militärischer Ansprüche zu erfüllen. Waffenöle entsprechend MIL-L-63460 können für klein- und großkalibrige Waffen im Temperaturbereich von −65 bis 150 °F (entspricht ca. −54 bis 66 °C) eingesetzt werden.

## Schusswaffenpflege
Da nicht alle geforderten Eigenschaften in einem Öl vereinigt werden können, setzen nichtmilitärische Anwender von Schusswaffen, wie Jäger und Sportschützen, häufig geeignete Einzelkomponenten ein.
Zur Schmierung:
- Knochenöl
- Rizinusöl
- Mandelöl
- Weißöl
- Lithiumseifenfett
- Graphit
- Polytetrafluorethylen (PTFE)
- Molybdän(IV)-sulfid[3]

Zum Korrosionsschutz:
- Kamelienöl
- Vaseline

Zur Reinigung:
Gegen Metallabschmierungen von Geschossen:
- Wässrige Ammoniaklösung („Salmiakgeist“)

Verbrennungsrückstände:
- Azeton
- Petroleum
- Dieselöl

Rost:
- Mechanische Entfernung

## Pflege von Klingen und Klingenwaffen
Für Klingenwaffen eingesetzte Waffenöle dienen hauptsächlich dem Korrosionsschutz. Neben Ölen, die besonders für diesen Zweck entwickelt wurden, wird auch Öl aus Kameliensamen verwendet. Traditionell werden damit vor allem japanische Waffen (Katana, Wakizashi, Tantō etc.) und Kochmesser gepflegt. Die Reinigung erfolgt meist mit Wasser oder mechanisch, da übliche Verschmutzungen keine speziellen Mittel erfordern und arbeitsbedingte Verschmutzungen erfahrungsgemäß eher wasserlöslich denn öllöslich sind oder gar andere besondere Substanzen erfordern.